# Хетцерат (Айфель)
Хетцерат (нем. Hetzerath) — община в Германии, в земле Рейнланд-Пфальц.
Входит в состав района Бернкастель-Витлих. Подчиняется управлению Виттлих-Ланд. Население составляет 2120 человек (на 31 декабря 2010 года). Занимает площадь 13,87 км².